# The Ascent (jogo eletrônico)
The Ascent é um jogo de RPG de ação com tema cyberpunk desenvolvido pelo estúdio sueco de jogos indie Neon Giant e publicado pela Curve Digital para Microsoft Windows, Xbox Series X/S e Xbox One em 29 de julho de 2021. Foi desenvolvido usando a Unreal Engine 4 por uma equipe de 12 pessoas e é a estreia da Neon Giant na indústria. O jogo recebeu críticas positivas dos críticos após seu lançamento, com elogios por seus visuais, combate e trilha sonora, mas críticas pela ênfase na Grinding.

## Jogabilidade
The Ascent é apresentado a partir de uma visão isométrica com vista para o(s) personagem(ns). É um jogo de tiro com dois manípulos. Inclui a capacidade de mirar alto e baixo em alvos inimigos, permitindo ao jogador diferenciar entre atirar em inimigos mais próximos ou mais distantes. Essa mecânica é fundamental para o sistema de cobertura do jogo, permitindo que o jogador mire nos inimigos por cima dos adereços do ambiente. O jogador pode personalizar totalmente a aparência de seu personagem e pode aumentá-lo com atualizações de cyberware para obter novas habilidades e habilidades. Os jogadores têm um dispositivo cyberdeck atualizável, que podem usar para obter acesso ou "invadir" áreas anteriormente bloqueadas e saquear certos baús.
O jogo apresenta um ambiente destrutível que reage às ações do jogador, como impactos de balas, poderes de habilidade e explosões. Um sistema de viagem rápida é implementado no jogo por meio de um sistema de metrô embutido e táxi pago, permitindo que o jogador viaje grandes distâncias no jogo rapidamente. É um jogo de mundo aberto que a IGN descreveu como "essencialmente sem telas de carregamento". Derrotar inimigos permite ao jogador coletar itens de várias raridades. Os itens podem ser obtidos completando missões, explorando o mundo ou comprando-os de fornecedores com a moeda do jogo. Os modos de jogo incluem um jogador, co-op local e co-op online com um máximo de 4 jogadores.

## Premissa
O jogo se passa dentro de uma arcologia em um mundo distópico futurista conhecido como Veles, controlado por uma poderosa megacorporação chamada "The Ascent Group". Os jogadores assumem o controle de um trabalhador escravizado pela empresa. Após o misterioso colapso do The Ascent Group, a arcologia desce para um caótico vale-tudo, colocando distritos, sindicatos e corporações rivais uns contra os outros pelo controle. O papel do jogador é impedir que outras facções assumam o controle e desvendar o mistério por trás do fim do The Ascent Group.

## Desenvolvimento
The Ascent é desenvolvido pela Neon Giant, uma equipe de 12 pessoas. Em 28 de junho de 2018, foi anunciado que a Epic Games havia concedido à Neon Giant uma das 37 concessões de desenvolvedores com base em seu trabalho em um título não anunciado ambientado em um "novo mundo cyberpunk". Pelo qual eles receberam entre US $ 5.000 e US $ 50.000 para ajudar no progresso do projeto. Por volta de maio de 2019, a Neon Giant fechou um acordo com a Microsoft. O diretor criativo Tor Frick disse que eles (Microsoft) ficaram "imediatamente muito animados" com o que fizeram em seu estágio inicial de desenvolvimento. O jogo foi desenvolvido usando o Unreal Engine 4.
A inspiração do jogo veio dos quadrinhos de 2000 AD, bem como da série Robocop. O lançamento de Cyberpunk 2077 na mesma época provou ser um tanto frustrante para a equipe, já que os dois mundos dos jogos apresentam várias semelhanças, embora Neon Giant não soubesse disso até o final do desenvolvimento. A equipe em um ponto considerou visualizar mais de seu jogo do que planejava, apenas para provar que não estavam copiando a CD Projekt.
O compositor de The Witcher e Dying Light, Paweł Błaszczak, escreveu a trilha sonora de The Ascent. A trilha sonora original tem um tempo de execução de pouco menos de duas horas (114 minutos) e consiste em 30 faixas. A trilha sonora apresenta músicas originais de vários artistas licenciados, como Maximum Love.

## Marketing e lançamento
The Ascent foi anunciado em 7 de maio de 2020, junto com um trailer de revelação no mesmo dia. Originalmente um título de lançamento do Xbox Series X/S, o jogo foi adiado e foi lançado em 29 de julho de 2021 no Microsoft Windows, Xbox Series X/S e Xbox One. Ele foi incluído na assinatura do Xbox Game Pass após o lançamento. Em 24 de fevereiro de 2022, foi anunciado que The Ascent seria lançado para PlayStation 4 e PlayStation 5, com um trailer de revelação. A versão para PlayStation acabou sendo lançada em 24 de março de 2022.
Um pacote de conteúdo para download intitulado Cyber Heist foi lançado em 18 de agosto de 2022. Ambientado após os eventos do jogo principal, Cyber Heist se passa em novos locais e apresenta novas missões e missões secundárias. Ele apresenta armas corpo a corpo, como o Rock Crusher e a Guilhotine.

## Recepção
The Ascent recebeu críticas "mistas ou médias" dos críticos para Windows e Xbox Series X/S, de acordo com o agregador de críticas Metacritic; a versão para PlayStation 5 recebeu críticas "geralmente favoráveis".
A Game Informer deu ao jogo 7.25/10, escrevendo: "The Ascent oferece diversão cooperativa estúpida em um belo mundo cyberpunk que acaba enfatizando o estilo sobre a substância". A IGN classificou-o em 7/10, resumindo com: "O satisfatório loop de jogabilidade de RPG de ação e gun-tastic de The Ascent se mistura com sua bela estética cyberpunk para criar uma experiência geral agradável. Nem sua história nem seus personagens são tão memoráveis, e seus encontros com inimigos podem tropeçar no final, mas seu tiroteio e ultra-violência em um mundo encharcado de neon se combinam para criar um jogo cooperativo que você não vê todos os dias.
A GameSpot deu ao jogo um 6/10, dizendo: "Mesmo que The Ascent fosse totalmente funcional e equilibrado de uma forma em que construir um personagem para se tornar o guerreiro Indent definitivo fosse ótimo, há o fato de que grande parte do jogo é projetado para parecer servidão... Seus chefes o insultam quando você realiza sua tarefa, o ignoram quando você se sai bem e não oferecem recompensas pelo sucesso. Durante grande parte do tempo de jogo, The Ascent parece, bem, uma batalha difícil."
uVeJuegos.com deu ao jogo 8/10, elogiando a trilha sonora do jogo, afirmando que "ele atende aos requisitos que todo trabalho cyberpunk precisa, com seus sons de sintetizador, sensação futurista e ritmo synthwave" e que "o trabalho do compositor Paweł Błaszczak e músicas licenciadas de artistas como Maximum Love e Extra Terra foram notáveis e agradáveis de ouvir".
Em 4 de agosto de 2021, a editora Curve Digital anunciou que The Ascent estabeleceu sua maior receita de vendas de fim de semana de abertura de todos os tempos, gerando mais de US$ 5 milhões em vendas. Durante esse tempo, The Ascent se tornou o jogo mais vendido em todo o mundo nas paradas globais do Steam. Após o lançamento, o desenvolvedor Neon Giant afirmou que The Ascent foi um "esforço monumental" para uma equipe de 12 pessoas e que eles ficaram impressionados com a resposta positiva da base de jogadores.

Durante o 25º Annual D.I.C.E. Awards, a Academia de Artes e Ciências Interativas nomeou The Ascent para Jogo de Ação do Ano.